# Nippononeta masatakana
Nippononeta masatakana là một loài nhện trong họ Linyphiidae.
Loài này thuộc chi Nippononeta. Nippononeta masatakana được Hirotsugu Ono & Kendo Saito miêu tả năm 2001.